# Brachymeria salomonis
Brachymeria salomonis är en stekelart som först beskrevs av Cameron 1911.  Brachymeria salomonis ingår i släktet Brachymeria och familjen bredlårsteklar. Inga underarter finns listade.